# Krasnoïta
La krasnoïta és un mineral de la classe dels fosfats, que pertany al grup de la perhamita. Rep el nom per al districte on es va descobrir l'espècie: el districte de Krásno, a la República Txeca.

## Característiques
La krasnoïta és un fosfat de fórmula química Ca₃Al7.7Si₃P₄O23.5(OH)12.1F₂·8H₂O. Va ser aprovada com a espècie vàlida per l'Associació Mineralògica Internacional l'any 2011, i redefinida el 2017 (IMA 17-E). Cristal·litza en el sistema trigonal.
Segons la classificació de Nickel-Strunz, la krasnoïta pertany a «08.DO - Fosfats, etc, amb CO₃, SO₄, SiO₄» juntament amb els següents minerals: girvasita, voggita, peisleyita, perhamita, saryarkita-(Y), micheelsenita, parwanita i skorpionita.

## Formació i jaciments
Aquesta espècie va ser descrita a partir de mostres de dos indrets: el pou Huber, al districte de Krásno (Regió de Karlovy Vary, República Txeca) i la mina Silver Coin, a la localitat de Valmy (Nevada, Estats Units). També ha estat descrita al mont Utahlite, a Lucin (Utah, Estats Units), a la mina Fonte da Cal, a Bendada (Guarda, Portugal) i al filó Le Mazet, a Échassières (Alvèrnia-Roine-Alps, França).